# Stejnopohlavní manželství na Pitcairnových ostrovech
Stejnopohlavní manželství je na Pitcairnových ostrovech legální od 14. května 2015, ačkoli není známo, že by se na ostrově zdržoval nějaký otevřeně homosexuální pár. Vyhlášku stejnopohlavním manželství přijala jednomyslně Ostrovní rada 1. dubna 2015. Podpis guvernéra Jonathana Sinclaira získala 5. května.
| Pro | Omluven / Zdržel se                                                               |
| --- | --------------------------------------------------------------------------------- |
| 7 Starosta Shawn Brent Christian Místostarosta Brenda Vera Amelia Lupton-Christian Radní David Brown Radní Michele Christian Radní Darralyn Griffiths Radní Leslie Jaques Radní Charlene Warren-Peu | 3 Administrátor Alan Richmond Guvernér Jonathan Sinclair Viceguvernér Kevin Lynch |